# I profumi di Madame Walberg
I profumi di Madame Walberg (Les Parfums) è un film del 2019 diretto da Grégory Magne.

## Trama
Mademoiselle Walberg, imperiosa e asociale, è un "naso" che un tempo ha avuto il suo periodo di massimo splendore, mentre Guillaume Favre un autista "al capolinea": quando la prima si avvale dei servizi del secondo, tramite l'agenzia che lo impiega, tutto sembra andare male tra i due. Eppure…

## Distribuzione
Les Parfums è stato presentato in anteprima al Festival international du film de Saint-Jean-de-Luz il 7 ottobre 2019.
Il film è stato distribuito nelle sale cinematografiche italiane a partire dal 10 giugno 2021, dopo un'anteprima nazionale al Palazzo Reale di Milano il giorno prima.
Il 27 giugno 2024 il film è andato in onda su Rai 3.Il film sarà disponibile su RaiPlay solo per 10 giorni dopo la messa in onda in TV.